# Jozef Moravčík
Jozef Moravčík, né le 19 mars 1945 à Očová, est un diplomate et homme d'État slovaque.
Il est président du gouvernement du 16 mars au 13 décembre 1994 sous la présidence de Michal Kováč, et plus tard, maire de Bratislava.
Il a été le dernier ministre des Affaires étrangères de la Tchécoslovaquie de juillet à décembre 1992.